# 12 mei
12 mei is de 132ste dag van het jaar (133ste dag in een schrikkeljaar) in de gregoriaanse kalender. Hierna volgen nog 233 dagen tot het einde van het jaar.

## Gebeurtenissen
- Algemeen
  - 1932 - Tien weken na zijn kidnapping wordt het zoontje van Charles Lindbergh dood teruggevonden.
  - 1935 - Robert Smith en Bill Wilson stichten Alcoholics Anonymous.
  - 1976 - De Spaanse supertanker 'Urquiola' loopt bij La Coruña aan de grond en besmeurt ruim 100 kilometer strand met ruwe olie.
  - 1988 - De Paraguayaanse president Alfredo Stroessner verbiedt een ontmoeting tussen de paus en de oppositie in zijn vaderland. Stroessner laat de prominente oppositieleider Domingo Laino arresteren tijdens een mis.
  - 2008 - Een aardbeving in centraal China van 7,5 op de schaal van Richter eist zo'n 50.000 levens.
  - 2010 - Afriqiyah Airways-vlucht 771 stort neer in de Libische hoofdstad Tripoli. Het toestel afkomstig uit Zuid-Afrika had 104 mensen aan boord. 103 mensen komen om.[1] Eén Nederlandse jongen van 9 jaar overleeft de crash.
  - 2016 - In Istanboel ontploft een autobom in de buurt van een legerbasis. Daarbij zijn acht gewonden gevallen, vijf militairen en drie burgers. Het is niet duidelijk wie er achter de aanslag zit.[2]

- Criminaliteit en veiligheid
  - 1928 - In Nederland wordt de Opiumwet aangenomen
  - 2013 - Inbrekers kraken vlak na een concert van tieneridool Justin Bieber een kluis in het voetbalstadion van Johannesburg en gaan aan de haal met 3 miljoen Zuid-Afrikaanse rand (253.000 euro).

- Kunst en cultuur
  - 1995 - Boeken- en platenclub ECI komt met een nieuwe literaire prijs, die is bedoeld voor debutanten en voor auteurs van wie het eerdere werk naar het oordeel van de jury onvoldoende lezers heeft bereikt. De jury staat onder voorzitterschap van Ed van Thijn.
  - 2000 - Het nationale museum van Groot-Brittannië Tate Modern wordt geopend in Londen.

- Media
  - 1967 - De gehele Avrobode wordt opgenomen in de Televizier, het andere blad van de AVRO-omroep.

- Muziek

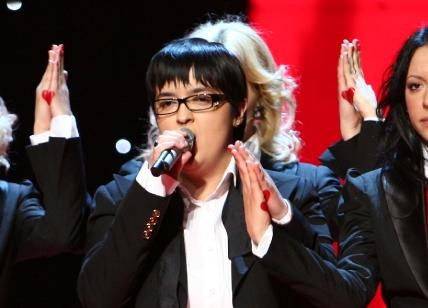
Marija Šerifović wint in 2007 het Eurovisiesongfestival

  - 1832 - In het Teatro della Canobbiana, te Milaan, gaat de opera L'elisir d'amore (Het liefdeselixer) van de Italiaanse componist Gaetano Donizetti in première.
  - 2007 - Het 52e Eurovisiesongfestival wordt gehouden in de Finse hoofdstad Helsinki. De winnaar werd Servië met zangeres Marija Šerifović en het lied Molitva.[3]

- Oorlog
  - 1797 - Napoleon neemt de Republiek Venetië in, wat vanaf 726 een onafhankelijk land was.
  - 1940 - De Nederlandse mijnenlichter Bulgia gaat verloren bij een aanval door een Duits vliegtuig. Hierbij komen dertien opvarenden om het leven.

- Politiek
  - 1619 - Johan van Oldenbarnevelt wordt ter dood veroordeeld wegens hoogverraad.
  - 1949 - De Sovjet-autoriteiten heffen de blokkade van Berlijn op.
  - 1995 - De Amerikaanse president Bill Clinton sluit zijn tweedaags staatsbezoek aan de voormalige Sovjet-republiek Oekraïne af. Tijdens een laatste toespraak op het universiteitsplein in Kiev wordt hij toegejuicht door tienduizenden mensen.
  - 1995 - NAVO-secretaris-generaal Willy Claes wordt in Brussel langdurig verhoord over zijn rol in het Agusta-schandaal. Tegelijkertijd laat de NAVO weten nog steeds het volste vertrouwen in hem te hebben.
  - 1995 - De Russische premier Viktor Tsjernomyrdin lanceert een nieuwe politieke beweging, Ons Huis is Rusland, die ervoor moet zorgen dat de regering bij de verkiezingen van eind 1995 niet wordt weggevaagd.

- Religie
  - 1559 - Verheffing van het Bisdom Utrecht tot Aartsbisdom Utrecht en oprichting van de bisdommen Leeuwarden, Groningen, Deventer, Haarlem en Middelburg in de Noordelijke Nederlanden.
  - 1559 - Oprichting van het Aartsbisdom Mechelen en de bisdommen Gent, Ieper, Brugge, Antwerpen, Roermond en Bisdom 's-Hertogenbosch in de Zuidelijke Nederlanden.
  - 1559 - Verheffing van het bisdom Kamerijk tot aartsbisdom Kamerijk en oprichting van de bisdommen Sint-Omaars en Namen.
  - 1996 - Zaligverklaring van Alfredo Ildefonso Schuster (1880-1954), Italiaans kardinaal-aartsbisschop van Milaan, door Paus Johannes Paulus II.

- Sport
  - 1974 - Excelsior wint met 5-1 van Vitesse en is daarmee kampioen van de eerste divisie.
  - 1991 - Op de slotdag van de reguliere competitie stelt HC Bloemendaal de landstitel in de hockeyhoofdklasse veilig door een 4-0-overwinning op HC Klein Zwitserland.
  - 1992 - De Belgische alpiniste Ingrid Baeyens bedwingt als eerste vrouw de Annapurna.
  - 1994 - Amsterdam stelt de landstitel in de Nederlandse hockeyhoofdklasse veilig door HGC in de voorlaatste wedstrijd van het seizoen met 4-2 te verslaan.
  - 1995 - Godwin Okpara van Eendracht Aalst wint de Ebbenhouten Schoen als beste voetballer van Afrikaanse afkomst in de Belgische Jupiler Pro League.
  - 1996 - HGC wint de landstitel in de Nederlandse hockeyhoofdklasse door in de tweede wedstrijd van finale van de play-offs met 4-1 te winnen bij HC Bloemendaal.
  - 1999 - AC Parma wint de UEFA Cup. In de finale in Moskou is de Italiaanse voetbalclub met 3-0 te sterk voor het Franse Olympique Marseille.
  - 2010 - Atlético Madrid wint de eerste editie van de UEFA Europa League. In de finale in Hamburg wint de Spaanse voetbalclub na verlengingen met 2-1 van het Engelse Fulham FC.
  - 2016 - De Premier League Darts is voor het eerst in Nederland. In Ahoy Rotterdam speelt Raymond van Barneveld met 6-6 gelijk, maar nummer 1 van de wereld Michael van Gerwen verslaat supervedette Phil Taylor met 7-5. De finale van dit jaar is een week later in Londen.
  - 2017 - Voetbalclub Chelsea wint voor de zesde keer de Engelse landstitel door in de 36ste speelronde met 1-0 te winnen van West Bromwich Albion door een late treffer van invaller Michy Batshuayi.
  - 2021 - Voetbalclub Go Ahead Eagles pakt op de laatste speeldag verrassend alsnog de tweede plaats in de Keuken Kampioen Divisie en promoveert naar de Eredivisie.

- Wetenschap en technologie
  - 1931 - Het bevroren lichaam van Alfred Wegener wordt op Groenland teruggevonden.
  - 1965 - Het onbemande Sovjet ruimtevaartuig Loena 5 (Loenik 5) stort neer op de maan nadat door technische problemen een zachte landing onmogelijk is geworden.[4]
  - 2000 - De Russische kosmonauten Sergej Zaljotin en Aleksandr Kaleri voeren de 80e en laatste ruimtewandeling uit vanuit het ruimtestation Mir. Doel van deze ruimtewandeling is het reactiveren en herstellen van het station nadat het zo'n 8 maanden onbemand is geweest.[5]
  - 2009 - Astronaut Mike Massimino is de eerste persoon die vanuit de ruimte een bericht plaatst op een sociaal media platform. Op Twitter schrijft hij dat de lancering geweldig is gegaan.[6]
  - 2022 - Wetenschappers maken bekend dat het is gelukt een foto te maken van het superzware zwarte gat Sagittarius A* in het centrum van het Melkwegstelsel. De foto is gemaakt met behulp van Event Horizon Telescope, een wereldwijd netwerk van onderling verbonden radiotelescopen.[7]
  - 2023 - Ruimtewandeling van de Roskosmos kosmonauten Sergej Prokopjev en Dmitri Petelin met als belangrijkste doel het activeren van een warmtewisselaar die tijdens een ruimtewandeling op 19 april 2023 is verplaatst naar de Naoeka module van het ISS.[8]

## Geboren

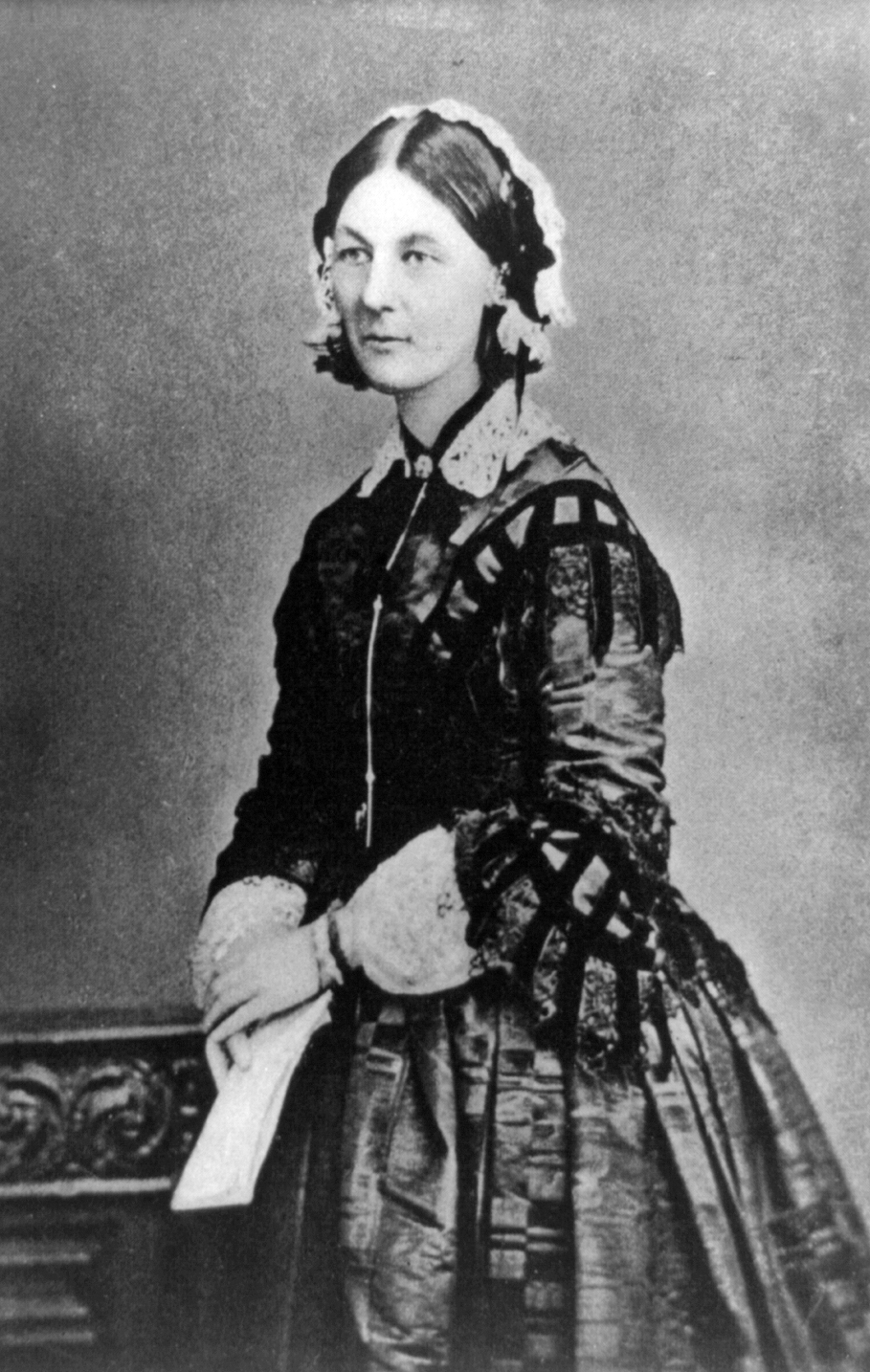
Florence Nightingale
geboren in 1820

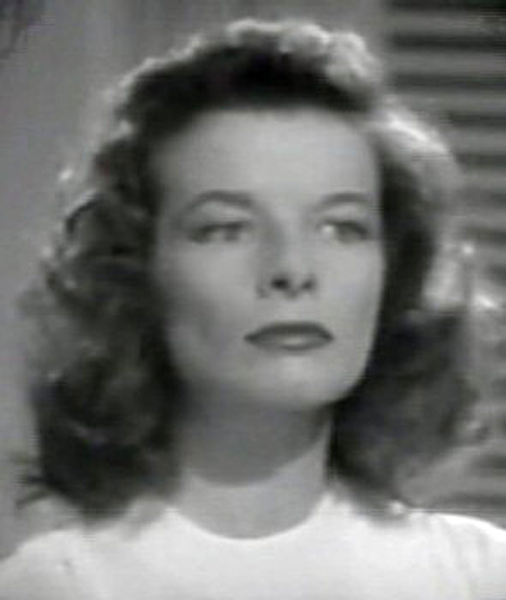
Katharine Hepburn
geboren in 1907

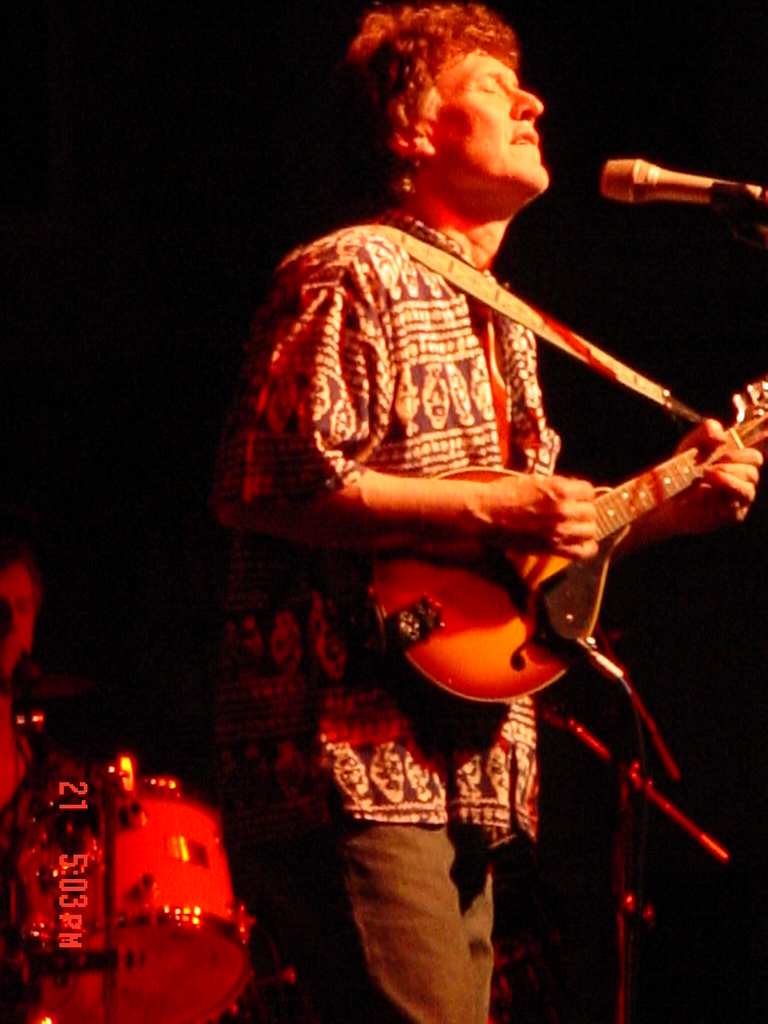
Steve Winwood
geboren in 1948

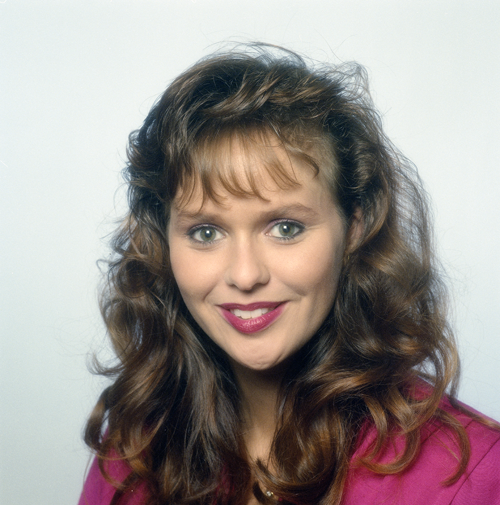
Manon Thomas
geboren in 1963

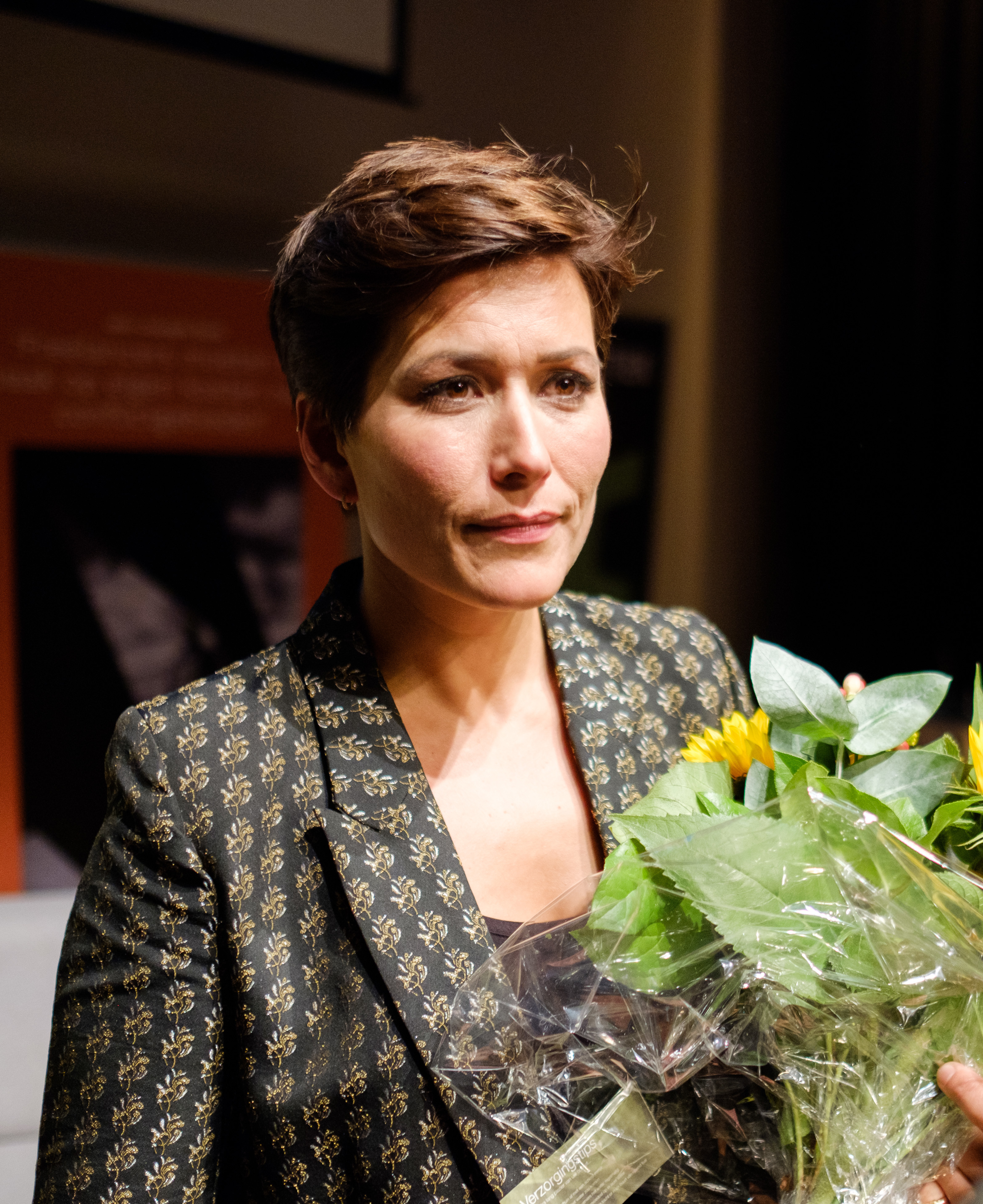
Annechien Steenhuizen
geboren in 1977

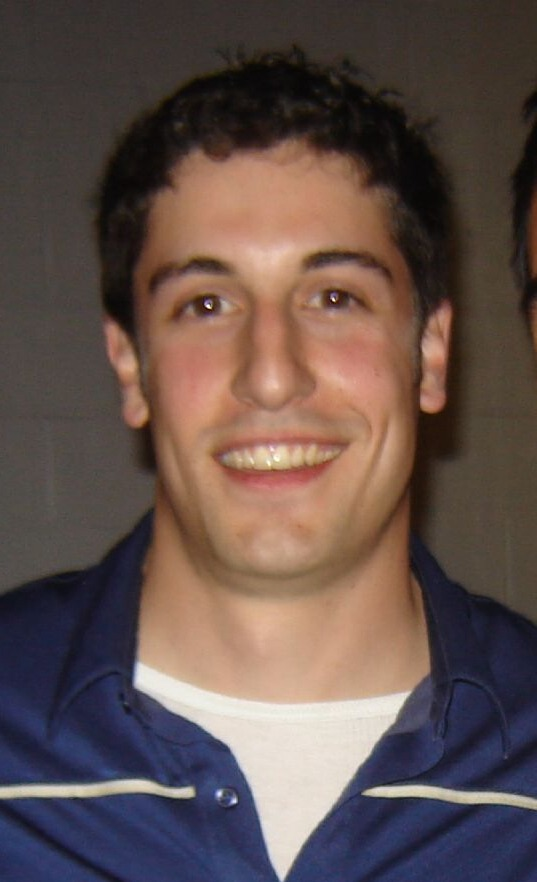
Jason Biggs
geboren in 1978

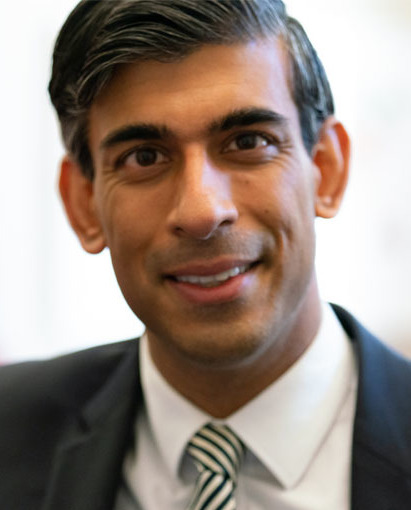
Rishi Sunak
geboren in 1980

- 1330 - Willem V van Holland, graaf van Holland (overleden 1389)
- 1496 - Gustav I, koning van Zweden (overleden 1560)
- 1606 - Joachim von Sandrart, Duits graveur, kunsthistoricus, barokschilder en vertaler (overleden 1688)
- 1684 - Willem Hendrik I van Nassau-Usingen, vorst van Nassau-Usingen (overleden 1718)
- 1777 - Nicolaas Anslijn, Nederlands schrijver (overleden 1838)
- 1803 - Justus von Liebig, Duits scheikundige (overleden 1873)
- 1819 - Dirk Vreede, Nederlands politicus (overleden 1886)
- 1820 - Florence Nightingale, Engels verpleegster (overleden 1910)
- 1828 - Dante Gabriel Rossetti, Engels dichter en kunstschilder (overleden 1882)
- 1842 - Jules Massenet, Frans componist en muziekpedagoog (overleden 1912)
- 1845 - Gabriel Fauré, Frans componist (overleden 1924)
- 1859 - Frank Wilson, 9e premier van West-Australië (overleden 1918)
- 1869 - Carl Schuhmann, Duits sporter (overleden 1946)
- 1872 - August Vermeylen, Belgisch schrijver, kunsthistoricus en politicus (overleden 1945)
- 1877 - Toon Berg, Nederlands glazenier (overleden 1967)
- 1882 - Adrienne Augarde, Engels actrice en zangeres (overleden 1913)
- 1889 - Otto Frank, Duits-Nederlands zakenman; vader van Anne Frank (overleden 1980)
- 1889 - Abelardo Luján Rodríguez, president van Mexico (overleden 1967)
- 1890 - Kurt Student, Duits generaal (overleden 1978)
- 1895 - Jiddu Krishnamurti, Indiaas spiritueel leraar (overleden 1986)
- 1900 - Fré Dommisse, Nederlands schrijfster (overleden 1971)
- 1904 - Adolphe Groscol, Belgisch atleet (overleden 1985)
- 1906 - Zacharias Anthonisse, Nederlands hoogleraar theologie (overleden 1985)
- 1907 - Leslie Charteris, Brits-Amerikaans schrijver (overleden 1993)
- 1907 - Katharine Hepburn, Amerikaans actrice (overleden 2003)
- 1908 - Alejandro Scopelli, Italo-Argentijns voetballer en trainer (overleden 1987)
- 1910 - Johan Ferrier, Surinaams president (overleden 2010)
- 1910 - Dorothy Crowfoot Hodgkin, Brits scheikundige (overleden 1994)
- 1912 - Marten Klasema, Nederlands atleet en waterbouwkundige (overleden 1974)
- 1912 - René Vande Voorde, Belgisch atleet (overleden onbekend)
- 1914 - Bertus Aafjes, Nederlands schrijver (overleden 1993)
- 1915 - Maurice Raichenbach, Pools/Frans dammer (overleden 1998)
- 1915 - Roger Louis Schutz-Marsauche, Zwitsers geestelijke, broeder en stichter van Taizé (overleden 2005)
- 1916 - Hans Geul, Nederlands atleet en verzetsstrijder (overleden 1943)
- 1916 - Dirk Kouwenhoven, Nederlands verzetsstrijder (overleden 1941)
- 1917 - Avelina Gil, Filipijns schrijfster (overleden 2021)
- 1918 - Alfred Bickel, Zwitsers voetballer en voetbaltrainer (overleden 1999)
- 1920 - Satya Mohan Joshi, Nepalees onderzoeker en schrijver (overleden 2022)
- 1921 - Giovanni Benelli, Italiaans kardinaal-aartsbisschop van Florence (overleden 1982)
- 1921 - Joseph Beuys, Duits beeldend kunstenaar (overleden 1986)
- 1921 - Ton van Duinhoven, Nederlands acteur en journalist (overleden 2010)
- 1921 - Joe Maphis, Amerikaans gitarist, country- en rockabillymuzikant (overleden 1986)
- 1921 - Farley Mowat, Canadees auteur en milieuactivist (overleden 2014)
- 1922 - Paul De Vlies, Belgisch politicus en arts (overleden 2001)
- 1922 - Roy Salvadori, Brits autocoureur (overleden 2012)
- 1922 - Davina van Wely, Nederlands viooldocente (overleden 2004)
- 1923 - Mila del Sol, Filipijns actrice (overleden 2020)
- 1923 - Julien Van Laethem, Belgisch politicus (overleden 2013)
- 1924 - Gerard van Essen, Nederlands komiek en acteur (overleden 1997)
- 1925 - Yogi Berra, Amerikaans honkballer (overleden 2015)
- 1926 - George C. Williams, Amerikaans bioloog (overleden 2010)
- 1927 - Barbara Dane (Barbara Jean Spillman), Amerikaans zangeres (overleden 2024)
- 1928 - Burt Bacharach, Amerikaans componist (overleden 2023)
- 1928 - Minus Polak, Nederlands politicus en bestuurder (overleden 2014)
- 1929 - Sam Nujoma, eerste Namibische president (overleden 2025)
- 1929 - Ad Snijders, Nederlands schilder, tekenaar, collagist en beeldhouwer (overleden 2010)
- 1930 - Jesús Franco, Spaans filmregisseur (overleden 2013)
- 1930 - Patricia McCormick, Amerikaans schoonspringster (overleden 2023)
- 1930 - Wim Roma (Wim Straver), Nederlands zanger, tekstschrijver en componist (overleden 2024)
- 1931 - Nan Hoover, Amerikaans/Nederlands kunstenares (overleden 2008)
- 1932 - Marcel Belgrado, Belgisch politicus
- 1932 - Mesulame Rakuro, Fijisch atleet (overleden 1969)
- 1933 - Stephen Vizinczey, Hongaars-Canadees schrijver (overleden 2021)
- 1935 - Gary Peacock, Amerikaans jazz-contrabassist en -componist (overleden 2020)
- 1936 - Margaret Calvert, Brits grafisch ontwerper en typograaf
- 1936 - Guillermo Endara, Panamees jurist en politicus (overleden 2009)
- 1936 - Frank Stella, Amerikaans kunstenaar (overleden 2024)
- 1937 - George Carlin, Amerikaans komiek, acteur en publicist (overleden 2008)
- 1937 - Susan Hampshire, Engels actrice
- 1937 - Jai Ram Reddy, Fijisch jurist en politicus (overleden 2022)
- 1938 - Andrej Amalrik, Russisch schrijver en dissident (overleden 1980)
- 1940 - Jopie van Alphen, Nederlands zwemster
- 1940 - Pierre Janssens, Nederlands burgemeester (overleden 2022)
- 1941 - Sergej Ivanovitsj Grigorjants, Armeens-Oekraïens mensenrechtenactivist (overleden 2023)
- 1941 - Ruud de Wolff, Nederlands zanger (overleden 2000)
- 1942 - Ian Dury, Engels muzikant (overleden 2000)
- 1942 - Michel Fugain, Frans zanger en componist
- 1942 - Billy Swan, Amerikaans zanger, producer en liedjesschrijver
- 1942 - Werner Theunissen, Nederlands musicus en componist (overleden 2010)
- 1943 - Jürgen Barth, Duits wielrenner (overleden 2011)
- 1943 - Hugo Camps, Belgisch journalist en columnist (overleden 2022)
- 1944 - Ágnes Babos, Hongaars handbalster (overleden 2020)
- 1944 - Chris Patten, Brits politicus
- 1944 - James Purify, Amerikaans R&B-zanger (overleden 2021)
- 1945 - Alan Ball, Engels voetballer en voetbaltrainer (overleden 2007)
- 1945 - Pat Jennings, Noord-Iers voetballer (keeper)
- 1945 - Ian McLagan, Brits toetsenist (overleden 2014)
- 1945 - Carl Robie, Amerikaans zwemmer (overleden 2011)
- 1946 - Daniel Libeskind, Pools/Amerikaans architect
- 1947 - Michael Ignatieff, Canadees politicus, publicist en hoogleraar
- 1947 - Zdeněk Zeman, Tsjechisch voetbaltrainer
- 1947 - Rolf Zuckowski, Duits zanger, songwriter en producer
- 1948 - Berny Boxem-Lenferink, Nederlands atlete (overleden 2023)
- 1948 - Steve Winwood, Brits zanger en toetsenist
- 1950 - Gabriel Byrne, Iers acteur
- 1950 - Renate Stecher, Oost-Duits atlete
- 1951 - Gunnar Larsson, Zweeds zwemmer
- 1955 - Johan Doesburg, Nederlands toneelregisseur (overleden 2025)
- 1955 - Christopher Greenwood, Brits rechter, hoogleraar en kroonadvocaat
- 1958 - Eric Singer, Amerikaans drummer
- 1959 - Vincent Everts, Nederlands internetontwikkelaar en columnist
- 1959 - Ving Rhames, Amerikaans acteur
- 1960 - Mirko Krabbé, Nederlands beeldend kunstenaar en ontwerper
- 1963 - Emilio Estevez, Amerikaans acteur
- 1963 - Charles Pettigrew, lid van het zangduo Charles & Eddie (overleden 2001)
- 1963 - Michael Raedecker, Nederlands kunstenaar
- 1963 - Elzo Smid, Nederlands grafisch ontwerper
- 1963 - Manon Thomas, Nederlands televisiepresentatrice
- 1964 - Raimond Burgman, Nederlands carambolebiljarter
- 1964 - Bart Somers, Belgisch politicus
- 1964 - Luc Willems, Belgisch politicus en advocaat
- 1965 - Karlijn Sileghem, Belgisch actrice
- 1966 - Stephen Baldwin, Amerikaans acteur
- 1966 - Stefano Cassarà, Italiaans voetbalscheidsrechter
- 1966 - Bebel Gilberto, Amerikaans-Braziliaans zangeres
- 1967 - Stef Wauters, Belgisch journalist
- 1968 - Tony Hawk, Amerikaans skateboarder
- 1969 - Eileen Ermita-Buhain, Filipijns politicus
- 1969 - Suzanne Clément, Canadees actrice
- 1969 - Dorine Niezing, Nederlands actrice
- 1970 - Andrew Coltart, Schots golfer
- 1970 - Mark Foster, Brits zwemmer
- 1970 - Mike Weir, Canadees golfer
- 1970 - Ken Ishii, Japanse Techno DJ en Muzikant
- 1971 - Garry Houston, Welsh golfer
- 1971 - Kirsten van Dissel, Nederlands actrice
- 1971 - Els Kindt, Belgisch politica
- 1971 - Ingrid van Lubek, Nederlands triatlete
- 1972 - Aleksandr Goloebev, Russisch schaatser
- 1972 - Damian McDonald, Australisch wielrenner (overleden 2007)
- 1972 - Alfonso Obregón, Ecuadoraans voetballer
- 1972 - Hagar Peeters, Nederlands dichteres
- 1973 - Arik Benado, Israëlisch voetballer
- 1973 - Nancy Binay, Filipijns senator
- 1973 - Kira Bulten, Nederlands zwemster
- 1973 - Xavier Dorfman Frans roeier
- 1975 - Jonah Lomu, Nieuw-Zeelands rugbykampioen (overleden 2015)
- 1976 - Kardinal Offishall (Jason D. Harrow), Canadees rapper
- 1977 - Hadj Belkheir, Algerijns bokser
- 1977 - Graeme Dott, Schots snookerspeler
- 1977 - Mareile Höppner, Duits tv-presentatrice en journaliste
- 1977 - László Mészáros, Hongaars voetballer (overleden 2024)
- 1977 - Annechien Steenhuizen, Nederlands nieuwslezeres
- 1978 - Jason Biggs, Amerikaans acteur
- 1978 - Annette Bjelkevik, Noors schaatsster
- 1978 - Vera Jans, Belgisch politica
- 1978 - Janne Räsänen, Fins voetballer
- 1979 - Frédéric Dupré, Belgisch voetballer
- 1979 - Erdinç Saçan, Nederlands politicus en ICT-ondernemer
- 1979 - Adrian Serioux, Canadees voetballer
- 1979 - Nicky Vankets, Belgisch ontwerper
- 1980 - Dragan Bakema, Nederlands acteur
- 1980 - Rishi Sunak, Brits politicus
- 1981 - Rob Bontje, Nederlands volleyballer
- 1981 - Gers Pardoel, Nederlands rapper
- 1981 - Rami Malek, Amerikaans acteur
- 1982 - Marvin Anderson, Jamaicaans atleet
- 1982 - João Cabreira, Portugees wielrenner
- 1982 - Luigi Ferrara, Italiaans autocoureur
- 1982 - Stephen Jelley, Brits autocoureur
- 1982 - Dan Taylor, Amerikaans atleet
- 1983 - Gladys Cherono, Keniaans atlete
- 1983 - Igor de Camargo, Braziliaans-Belgisch voetballer
- 1983 - Cynthia Denzler, Colombiaans alpineskiester
- 1984 - Anders Golding, Deens kleiduivenschutter
- 1985 - Andrew Howe, Italiaans atleet
- 1985 - Dániel Tőzsér, Hongaars voetballer
- 1986 - Mark Homan, Nederlands paralympisch sporter
- 1986 - Emanuel Perathoner, Italiaans snowboarder
- 1986 - Sebastián Simonet, Argentijns handballer
- 1987 - Alex Gough, Canadees rodelaarster
- 1987 - Liu Hong, Chinees atlete
- 1987 - Darren Randolph, Iers voetballer
- 1987 - Robbie Rogers, Amerikaans voetballer
- 1988 - Marcelo Vieira da Silva Júnior (Marcelo), Braziliaans voetballer
- 1988 - Babett Peter, Duits voetbalster
- 1989 - Renze Klamer, Nederlands presentator
- 1990 - Florent Amodio, Frans kunstschaatser
- 1992 - Vetle Sjåstad Christiansen, Noors biatleet
- 1992 - Maisie Cousins, Brits kunstfotografe
- 1992 - Erik Durm, Duits voetballer
- 1992 - Lucas Foresti, Braziliaans autocoureur
- 1992 - Calum Jarvis, Brits zwemmer
- 1993 - Hilde Fenne, Noors biatlete
- 1993 - Wendy Holdener, Zwitsers alpineskiester
- 1994 - Billy King, Schots voetballer
- 1994 - Tyler Patrick Jones, Amerikaans acteur
- 1994 - Mark Prinsen, Nederlands shorttracker
- 1995 - Kenton Duty, Amerikaans acteur en zanger
- 1995 - Sawyer Sweeten, Amerikaans kindacteur (overleden 2015)
- 1996 - Raoul Hyman, Zuid-Afrikaans autocoureur
- 1997 - Frenkie de Jong, Nederlands voetballer
- 1997 - Odeya Rush, Israëlisch actrice
- 1997 - Laura Sjin, Nederlands singer-songwriter
- 1997 - Nick Smidt, Nederlands atleet
- 1998 - Gift Leotlela, Zuid-Afrikaans atleet
- 1998 - Campbell Stewart, Nieuw-Zeelands (baan)wielrenner
- 1999 - Marino Sato, Japans autocoureur
- 2001 - Megan Oldham, Canadees freestyleskiester
- 2004 - Mateo Chávez, Mexicaans voetballer
- 2006 - Matheu Hinzen, Nederlands acteur en zanger

## Overleden

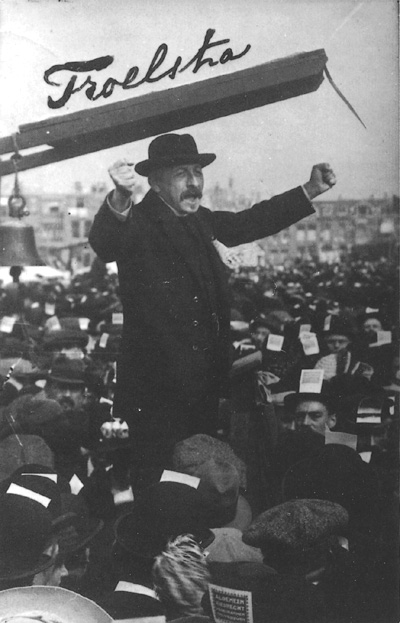
Pieter Jelles Troelstra
overleden in 1930

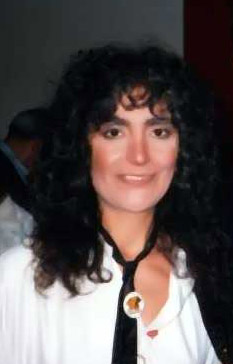
Mia Martini
overleden in 1995

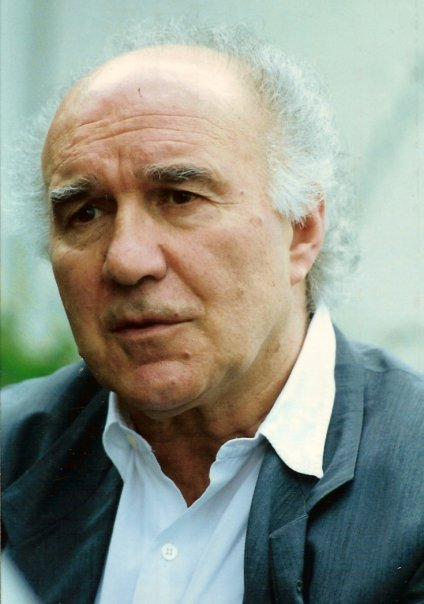
Michel Piccoli
overleden in 2020

- 912 - Leo VI de Wijze, Byzantijnse keizer
- 1684 - Edme Mariotte (64?), Frans wetenschapper
- 1700 - John Dryden (68), Engels toneelschrijver en dichter
- 1784 - Abraham Trembley (73), Zwitsers natuuronderzoeker
- 1798 - George Vancouver (40), Brits ontdekkingsreiziger
- 1812 - Pierre Jean Baptiste Charles van der Aa (41), Nederlands schrijver en jurist
- 1851 - François-Elysée Andry (37), Belgisch kunstschilder
- 1854 - Johan Willem Huyssen van Kattendijke (71), Nederlands politicus
- 1859 - Sergej Aksakov (67), Russisch schrijver
- 1870 - Engelbertus Lucas (84), Nederlands militair en minister
- 1884 - Bedřich Smetana (60), Tsjechisch componist
- 1907 - Joris-Karl Huysmans (59), Frans auteur
- 1911 - Constant Mayer (82), Frans kunstschilder
- 1930 - Paul Panda Farnana (42), Congolees agronoom en intellectueel
- 1930 - Pieter Jelles Troelstra (70), Nederlands advocaat, journalist en politicus
- 1931 - Eugène Ysaÿe (72), Belgisch violist en componist
- 1937 - Samuel Alexander Kinnier Wilson (58), Brits neuroloog
- 1944 - Harold Godfrey Lowe (61), Brits stuurman, 5e stuurman van de Titanic
- 1946 - Franz Zita (66), Tsjechisch componist en dirigent
- 1947 - Cyril Deverell (72), Brits maarschalk
- 1957 - Alfonso de Portago (28), Spaans autocoureur
- 1957 - Guillermo Saavedra (53), Chileens voetballer
- 1961 - Tony Bettenhausen (44), Amerikaans autocoureur
- 1965 - Carlos Scarone (76), Uruguayaans voetballer
- 1966 - Felix Steiner (69), Duits generaal
- 1963 - Bobby Kerr (80), Canadees atleet
- 1967 - John Masefield, Engels schrijver
- 1970 - Nelly Sachs (78), Duits schrijfster en Nobelprijswinnares
- 1976 - Keith Relf (33), Brits zanger en muzikant
- 1989 - Jan Willem Hees (76) Nederlands marineofficier en acteur
- 1990 - Andrej Pavlovitsj Kirilenko (83), Sovjet-Russisch politicus
- 1993 - Zeno Colò (72), Italiaans alpineskiër
- 1993 - Evert Dolman (47), Nederlands wielrenner
- 1994 - Erik Erikson (91), Duits psycholoog
- 1994 - John Smith (55), Schots en Brits politicus
- 1995 - Ștefan Kovács (74), Roemeens voetbalcoach
- 1995 - Mia Martini (47), Italiaans zangeres
- 1997 - Frans Van Peteghem (77), Belgisch atleet
- 1998 - Gerard Markey (71), Belgisch volksvertegenwoordiger
- 2001 - Perry Como (88), Amerikaans zanger
- 2005 - Monica Zetterlund (67), Zweeds zangeres
- 2007 - Dadullah (ca. 41), Afghaans militair leider van de Taliban
- 2007 - René Libert (85), Belgisch atleet
- 2008 - Robert Rauschenberg (82), Amerikaans modern kunstenaar
- 2008 - Irena Sendler (98), Pools verzetsstrijder
- 2009 - Heather Begg (76), Nieuw-Zeelands operazangeres
- 2009 - Thomas Nordseth-Tiller (28), Noors filmscenarioschrijver
- 2009 - Heini Walter (81), Zwitsers autocoureur
- 2010 - Joëlle van Noppen (30), Nederlands zangeres
- 2010 - Har Sanders (80), Nederlands schilder, tekenaar en graficus
- 2011 - Helmut Bracht (81), Duits voetballer en voetbaltrainer
- 2012 - Jan Bens (91), Nederlands voetballer
- 2012 - Ruth Foster (92), Amerikaans actrice
- 2012 - Eddy Paape (91), Belgisch striptekenaar
- 2012 - Tor-Marius Gromstad (22), Noors voetballer
- 2013 - Daisy Hontiveros-Avellana (96), Filipijns toneelactrice, -schrijver en -regisseur
- 2013 - Marijke Spies (78), Nederlands hoogleraar
- 2014 - Marco Cé (88), Italiaans kardinaal
- 2014 - Hansruedi Giger (74), Zwitsers grafisch artiest
- 2014 - Ineke Lambers-Hacquebard (68), Nederlands politica
- 2015 - Olympe Amaury (113), oudste mens in Frankrijk
- 2015 - Peter Gay (91), Duits-Amerikaans historicus
- 2016 - Alexander van Joegoslavië (91), Joegoslavisch prins
- 2016 - Susannah Mushatt Jones (116), Amerikaans oudste persoon ter wereld
- 2016 - Julius La Rosa (86), Amerikaans zanger
- 2017 - Bill Dowdy (84), Amerikaans drummer
- 2017 - Mauno Koivisto (93), president van Finland
- 2017 - Yu So-Chow (86), Chinees zangeres en actrice
- 2018 - Natascha Emanuels (78), Nederlands cabaretière
- 2018 - Eufranio Eriguel (58), Filipijns politicus
- 2018 - Dennis Nilsen (72), Brits seriemoordenaar
- 2019 - Charles Bartelings (97), Nederlands Engelandvaarder
- 2019 - Nasrallah Boutros Sfeir (98), Libanees geestelijke
- 2019 - Klara Goeseva (82), Russisch schaatsster
- 2019 - Dale Greig (81), Schots atlete
- 2019 - Jan Lanser (92), Nederlands vakbondsbestuurder en politicus
- 2020 - Renato Corti (84), Italiaans kardinaal
- 2020 - Michel Piccoli (94), Frans acteur
- 2020 - Mischa de Vreede (83), Nederlands dichteres en schrijfster
- 2021 - Herman Celis (67), Belgisch muzikant
- 2021 - Blackie Dammett (John Michael Kiedis) (81), Amerikaans acteur
- 2021 - Louis De Grève (91), Belgisch politicus, rechter en muzikant
- 2022 - Robert McFarlane (84), Amerikaans nationaal veiligheidsadviseur
- 2023 - Owen Davidson (79), Australisch tennisser
- 2023 - Francis Monkman (73), Brits toetsenist
- 2024 - David Sanborn (78), Amerikaans saxofonist
- 2024 - Igor Sysojev (43), Russisch triatleet
- 2025 - Vlastimil Hort (81), Tsjechisch-Duits schaker
- 2025 - Alla Osipenko (92), Russisch balletdanseres
- 2025 - Gerard Schipper (76), Nederlands wielrenner

## Viering/herdenking

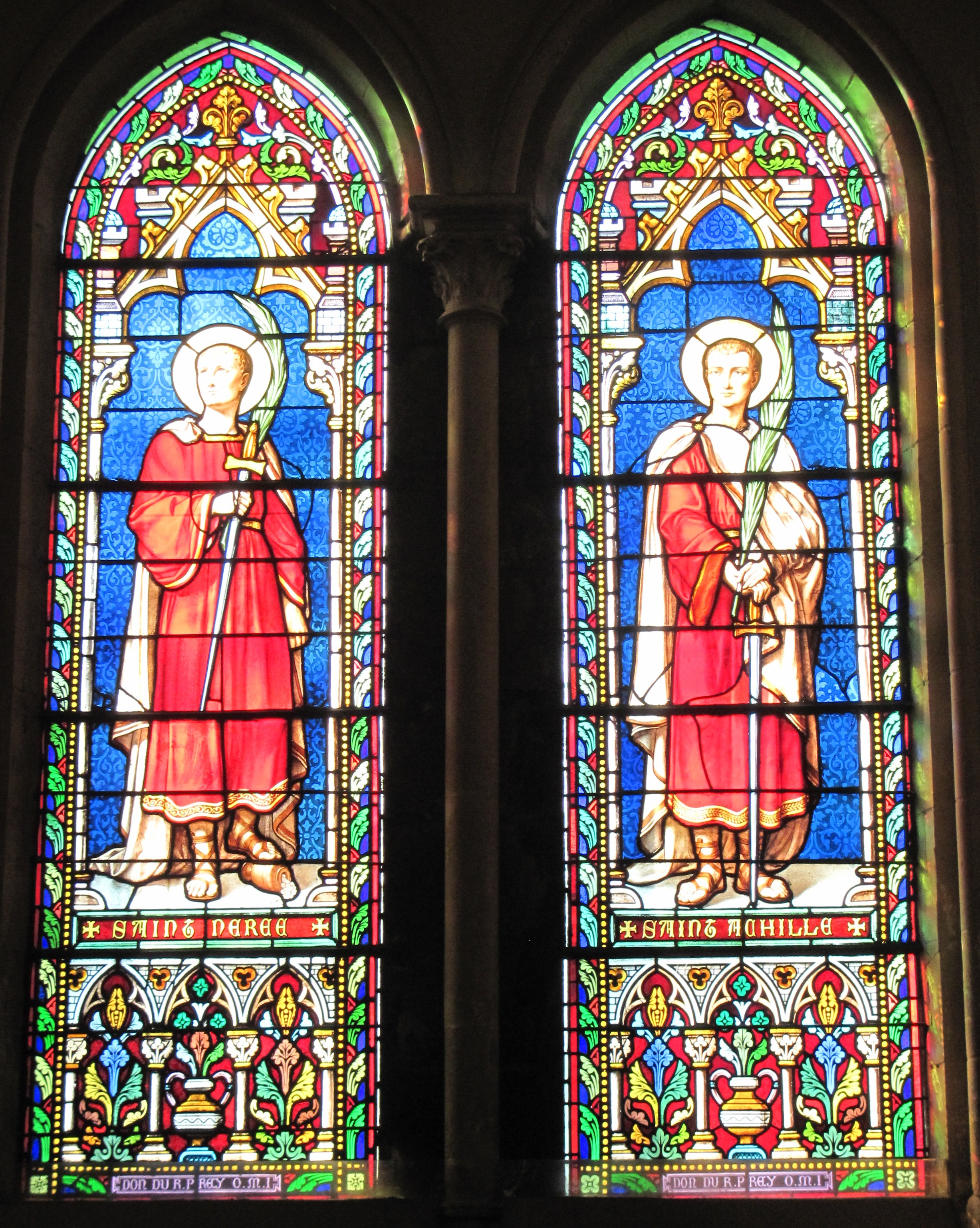
H. Nereus en Achilleus van Rome

- Internationale Dag van de Verpleegkunde (n.a.v. geboortedag Florence Nightingale)
- Alde Maaie, sinds 1701 in Friesland.
- Snellmandag (Finland, sinds 1952)
- Rooms-Katholieke kalender:
  - Heiligen Nereus en Achilleus (van Rome) († c. 304) - Vrije Gedachtenis
  - Heilige Pancraas (van Rome) († c. 304), ijsheilige - Vrije Gedachtenis
  - Heilige Richtrudis († c. 687)
  - Heilige (Flavia) Domitilla (de Jongere) († 2e eeuw)
  - Heilige Epiphanius van Salamis († 403)
  - Heilige Ethelhard van Canterbury (†805)
  - Zalige Álvaro del Portillo († 1994)
  - Zalige Imelda (Lambertini) († 1333)
  - Zalige Jo(h)an(n)a van Portugal († 1490)
  - Zalige Gemma van Goriano († 1249)

## Weerextremen

### Nederland
| | Officiële records | Officiële records | Officiële records |      | Landelijke records | Landelijke records | Landelijke records                        |
| Gebeurtenis | Jaar              | Extreem           | Locatie           | Jaar | Extreem            | Locatie            |                                           |
| --- | ----------------- | ----------------- | ----------------- | ---- | ------------------ | ------------------ | ----------------------------------------- |
| Laagste etmaalgemiddelde temperatuur (°C) | 1902, 1922-1923   | 6,2               | De Bilt           |      | 1923               | 4,9                | Maastricht                                |
| Hoogste etmaalgemiddelde temperatuur (°C) | 1998              | 24,1              | De Bilt           |      | 1998               | 24,6               | Eindhoven                                 |
| Laagste minimumtemperatuur (°C) | 1941              | −1,7              | De Bilt           |      | 1941               | −1,8               | Eelde                                     |
| Hoogste minimumtemperatuur (°C) | 1998              | 15,0              | De Bilt           |      | 1998               | 19,4               | Rotterdam Geulhaven                       |
| Laagste maximumtemperatuur (°C) | 2010              | 7,7               | De Bilt           |      | 1978               | 6,6                | Eelde                                     |
| Hoogste maximumtemperatuur (°C) | 1998              | 32,0              | De Bilt           |      | 1998               | 32,5               | Eindhoven                                 |
| Hoogste uurgemiddelde windsnelheid (m/s) | 1930              | 11,8              | De Bilt           |      | 1983               | 23,7               | Schaar, IJmuiden                          |
| Hoogste windstoot (m/s) | 1983              | 21,1              | De Bilt           |      | 1983               | 37,0               | Cadzand                                   |
| Langste zonneschijnduur (uur) | 1980              | 14,5              | De Bilt           |      | 1980 2000-2001     | 14,8               | Maastricht, Leeuwarden Hoorn Terschelling |
| Langste neerslagduur (uur) | 2010              | 10,1              | De Bilt           |      | 1990               | 13,5               | Deelen                                    |
| Hoogste etmaalsom van de neerslag (mm) | 1977              | 16,6              | De Bilt           |      | 2003               | 26,3               | Lauwersoog                                |
| Laagste etmaalgemiddelde relatieve vochtigheid (%) | 1980              | 41                | De Bilt           |      | 1938               | 33                 | Maastricht                                |
| Laagste uurwaarde luchtdruk op zeeniveau (hPa) | 1983              | 988,6             | De Bilt           |      | 1983               | 986,1              | Hoek van Holland                          |
| Hoogste uurwaarde luchtdruk op zeeniveau (hPa) | 2019              | 1039,6            | De Bilt           |      | 2019               | 1040,0             | Vlieland                                  |
| Officiële records worden altijd gemeten op het KNMI-weerstation in De Bilt. Landelijke records kunnen worden gemeten op elk officieel KNMI-weerstation in Nederland. |                   |                   |                   |      |                    |                    |                                           |

Uitzonderlijke gebeurtenissen
- 1907 - Officieel hoogste maximumtemperatuur in °C van het jaar gemeten in De Bilt: 29,1
- 1910 - Eerste officiële warme dag van het jaar (maximumtemperatuur ≥ 20 °C in De Bilt)
- 1917 - Eerste officiële zomerse dag van het jaar (maximumtemperatuur ≥ 25 °C in De Bilt)
- 1938 - Landelijk maandrecord laagste etmaalgemiddelde relatieve vochtigheid in % van mei gemeten in Maastricht: 33. Samen met 13 mei 1980
- 1964 - Eerste officiële zomerse dag van het jaar (maximumtemperatuur ≥ 25 °C in De Bilt)
- 1969 - Eerste officiële zomerse dag van het jaar (maximumtemperatuur ≥ 25 °C in De Bilt)
- 1983 - Landelijk maandrecord hoogste windstoot in m/s van mei gemeten in Cadzand: 37,0
- 1998 - Landelijk maandrecord hoogste minimumtemperatuur in °C van mei gemeten in Rotterdam Geulhaven: 19,4
- 2023 - Officieel hoogste windstoot in m/s van mei dit jaar gemeten in De Bilt: 15,0
- 2024 - Officieel hoogste etmaalgemiddelde temperatuur in °C van het jaar gemeten in De Bilt: 19,9 (voorlopig)
- 2024 - Officieel hoogste etmaalgemiddelde temperatuur in °C van mei dit jaar gemeten in De Bilt: 19,9 (voorlopig)
- 2024 - Officieel langste zonneschijnduur in uren van het jaar gemeten in De Bilt: 14,3 (voorlopig)
- 2024 - Officieel langste zonneschijnduur in uren van mei dit jaar gemeten in De Bilt: 14,3 (voorlopig)
- 2024 - Officieel laagste etmaalgemiddelde relatieve vochtigheid in % van mei dit jaar gemeten in De Bilt: 58 (voorlopig)

### België
Dagrecords
- 1897 - Laagste etmaalgemiddelde temperatuur 5,3 °C
- 1998 - Hoogste etmaalgemiddelde temperatuur 24,4 °C
- 1927 - Laagste minimumtemperatuur −0,9 °C
- 1998 - Hoogste maximumtemperatuur 31 °C
- 1886 - Hoogste etmaalsom van de neerslag 16,2 mm

Uitzonderlijke gebeurtenissen
- 1985 - Onweders over het hele land die veel schade veroorzaaken. In Wuustwezel worden een aantal koeien door de bliksem getroffen. Hagelstenen van 5 cm in Dinant en in Ivoz-Ramet (Flémalle).
- 1998 - IJsheiligen zijn de warmste van de eeuw, met maxima boven 30 °C.

<< · 1 · 2 · 3 · 4 · 5 · 6 · 7 · 8 · 9 · 10 · 11 · 12 · 13 · 14 · 15 · 16 · 17 · 18 · 19 · 20 · 21 · 22 · 23 · 24 · 25 · 26 · 27 · 28 · 29 · 30 · 31 · >>